# Redditch
Redditch és un poble del districte de Redditch, Worcestershire, Anglaterra. Té una població de 82.799 habitants i districte de 84.971.